# اوجول‌لو
اوجول‌لو (به لاتین: Ovcullu) یک منطقه مسکونی در جمهوری آذربایجان است که در شهرستان قبله واقع شده است. اوجول‌لو ۲۳۰ نفر جمعیت دارد.